# Linda Hofstad Helleland
Linda Cathrine Hofstad Helleland (Klæbu, 26 augustus 1977) is een Noors politica van de partij Høyre. Zij was tussen 2015 en 2021 onder meer minister in het kabinet-Solberg.

## Biografie
Hofstad Helleland werd geboren in Klæbu in de provincie Trøndelag. Ze studeerde sociologie en politicologie aan de NTNU in Trondheim en aan de Hogeschool van Molde. Ze heeft tevens een graad van de Handelshogeschool.
Na haar studie was Hofstad Helleland een aantal jaren werkzaam voordat ze in 2001 in de politiek ging. In dat jaar werd ze reservelid van de Storting voor Sør-Trøndelag. Zij verving daar Børge Bende toen deze minister werd in het kabinet-Bondevik II. In 2009 werd ze volwaardig lid en sindsdien werd ze iedere vier jaar herkozen. 

### Ministerschap
In december 2015 werd Hofstad Helleland, na een kabinetswijziging, aangesteld als minister van Cultuur in het kabinet-Solberg. Zij volgde hiermee Thorhild Widvey op, die benoemd werd tot bestuursvoorzitter van Statkraft. Toen de partij Venstre in januari 2018 toetrad tot het kabinet-Solberg, kreeg de leider van die partij, Trine Skei Grande, de vrije keus voor een departement. Grande koos voor Cultuur, waarop Hofstad Helleland benoemd werd op Gezinszaken en Emancipatie. Na een nieuwe kabinetsherschikking in januari 2019 verliet Hofstad Helleland de regering, maar in januari 2020 kwam er opnieuw een plaats voor haar vrij toen de Fremskrittspartiet uit de coalitie stapte. Als minister van Digitalisering was ze vervolgens actief tot in oktober 2021 een nieuwe regering aantrad zonder Høyre.
Van november 2016 tot en met december 2019 was Hofstad Helleland tevens vicevoorzitter van de World Anti-Doping Agency. Ze is getrouwd met de politicus Trond Helleland, die ten tijde van het kabinet-Solberg (2013–2021) fractievoorzitter van Høyre was in de Storting.
- Virtual International Authority File: 25150645058910621113